# Johann Kollmann (Bürgermeister)

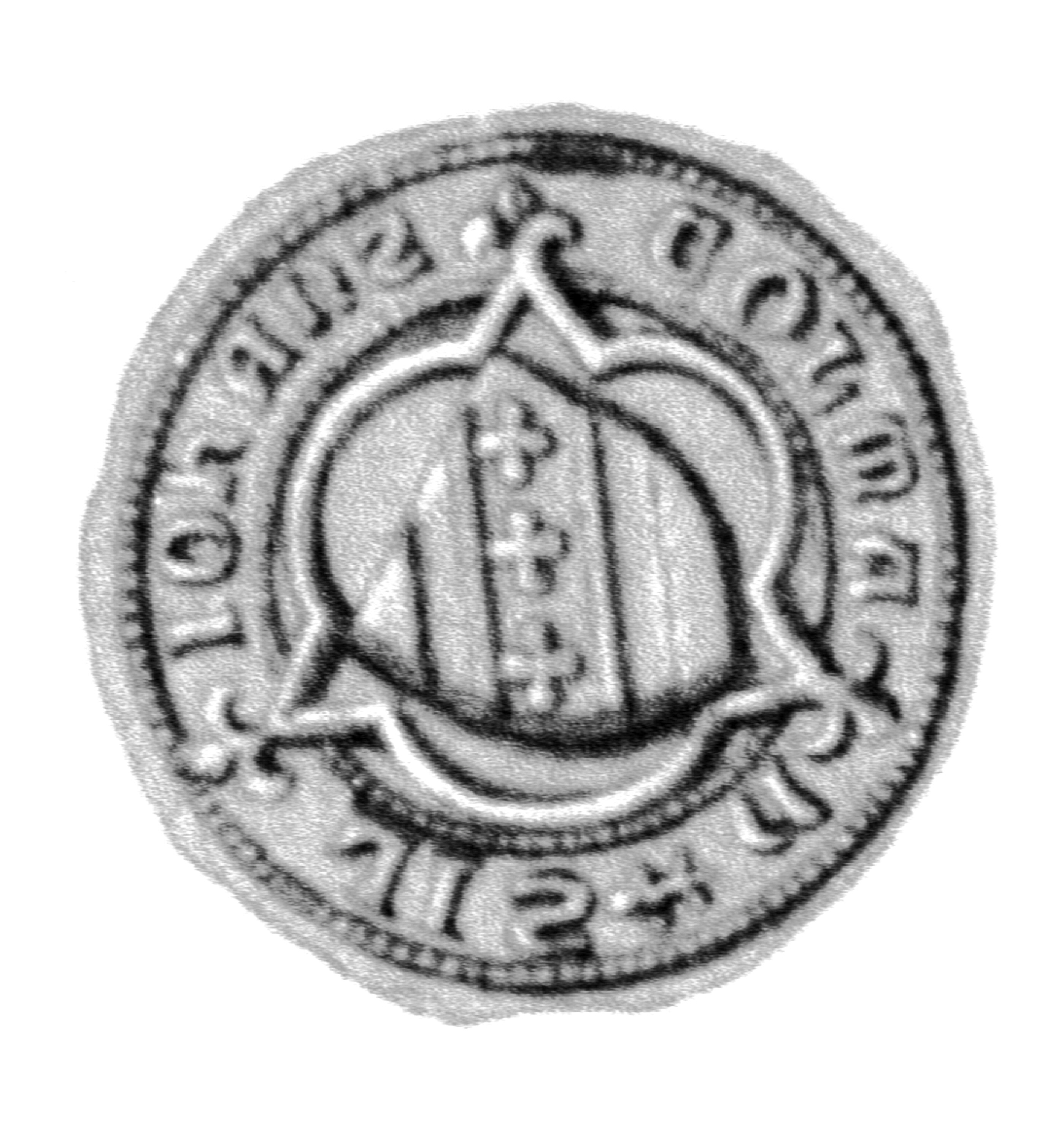
Siegel des Johann Kollmann (um 1436–1443)

Johann Kollmann (* in Lübeck; † 1454 ebenda) war ein deutscher Kaufmann und Bürgermeister der Hansestadt Lübeck.

## Leben
Johann Kollmann war der Sohn des Lübecker Ratsherrn Johann Kollmann, der zwischen 1414 und 1416 dem Neuen Rat angehört hatte. Er wurde 1428 in den Lübecker Rat erwählt. Kollmann vertrat die Stadt als Gesandter in zahlreichen diplomatischen Missionen. Gemeinsam mit dem Ratsherrn Johann Klingenberg war er 1430 bei König Erik VII. von Dänemark. 1432 vermittelte er zwischen dem Hamburger Rat und Lübecker Kaufleuten in einer Schifffahrtsangelegenheit. 1432 war er bei den Ausgleichsverhandlungen mit dem dänischen König in Horsens, 1434 bei den Verhandlungen mit den dänischen, norwegischen und schwedischen Reichsräten in Vordingborg. Kollmann versuchte 1440 den Rat der Stadt Lüneburg von der Notwendigkeit eines gemeinsamen Vorgehens gegen die Holländer zu überzeugen und war im selben Jahr auch in Kolding zu Verhandlungen mit König Christoph III. von Dänemark. Missionen führten ihn 1441 nach Kopenhagen, 1443 nach Rostock und 1445 nach Hamburg. Er wurde 1443 im Rat zum Lübecker Bürgermeister bestimmt. In Testamenten Lübecker Bürger wird er häufiger als Urkundszeuge und als Vormund aufgeführt.
Kollmann bewohnt das Hausgrundstück Breite Straße 49.